# Кириченко Семен Трифонович
Семе́н Три́фонович Кириче́нко (1895, село Рашівка, тепер Полтавської області—?) — перший радянський консул у Львові, голова Бердичівського і Прилуцького окрвиконкомів, відповідальний секретар Роменського окружкому КП(б)У.

## Життєпис
Народився 1895 року у селі Рашівка на Полтавщині (нині Гадяцького району Полтавської області) у незаможній селянській родині, найстарший з восьми синів.
Працював учителем у сільських школах, закінчив Полтавський учительський інститут (1915-18) — тоді середній спеціальний навчальний заклад з трирічним терміном навчання. З 1919 працював у місцевій більшовицькій адміністрації, служив у червоному війську, очолював повітревком і повітвиконком у Гадячі (1920—1921), був заступником завідувача оргвідділом Полтавського губкому КП(б)У (1921). У
Кременчуці керував губернським відділом народної освіти та агітпропом губкому КП(б)У (1921-23). Згодом відповідальний секретар окружкому у Ромнах (1923—1924) та завідувач агітпропу Полтавського губкому КП(б)У (1924).
У жовтні 1924 переїхав до Харкова, призначений членом Колегії НКО УСРР — завідувач Головсоцвиху (Упрсоцвиху). Працював під керівництвом тодішнього наркома освіти УСРР — О. Я. Шумського. 23 грудня 1926 р. РНК УСРР своїм рішенням увільнив Кириченка від обов'язків по Наркомосу «з огляду на призначення його на иншу посаду». 18 жовтня 1926 члени політбюро УСРР ухвалили: «Погодитись з пропозицією Уповноваженого НКЗСправ про призначення тов. Кириченка Консулом у Львові». Після затвердження на посаді Кириченко виїхав до Повпредства СРСР у Варшаві — львівське консульство існувало на папері, остаточної згоди на його відкриття польська влада не давала. У серпні 1927 Консульство СРСР у Львові розпочало свою діяльність. Через чвари з Варшавським консульством на початку 1928 звільнений з посади консула у Львові.
З червня 1928 по березень 1929 року — голова виконавчого комітету Бердичівської окружної ради. З березня 1929 по травень 1930 року — голова виконавчого комітету Прилуцької окружної ради.
Подальша доля наразі невідома.